# Gène GUS
Pour les articles homonymes, voir GUS.

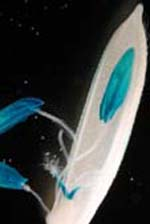
Expression du gène GUS dans les anthères et le style d'une fleur de riz

L'abréviation GUS réfère au gène de la β-glucuronidase, qui provient de E.coli. Le substrat de GUS est l'acide 5-bromo-4-chloro-3-indolyl-β-D-glucuronique (X-Gluc). Le clivage de ce dernier sous l'action du GUS produit un précipité bleu et insoluble qui confère une coloration bleue. La température optimale de l'activité de GUS est de 37 °C.
On l'utilise en tant que gène rapporteur en biologie moléculaire. Le gène GUS est couplé au promoteur du gène que l'on veut étudier (gène d'intérêt). Si le gène d'intérêt devient actif, le gène GUS est donc lui aussi activé. Il va y avoir synthèse de β-glucuronidase, et réaction avec son substrat. La coloration bleue indiquera l'activité du gène d'intérêt.
On peut par exemple l'utiliser pour étudier les séquences promotrices des gènes : savoir s'ils sont inductibles, etc.
Historiquement, le système GUS est dû à Richard Anthony Jefferson dans le cadre de sa thèse de Ph.D. à l'Université du Colorado à Boulder. Il a adapté la technique pour son utilisation chez les plantes lorsqu'il travaillait au Plant Breeding Institute de Cambridge, entre 1985 et 1987. Depuis lors, des milliers de laboratoires ont utilisé le système, en faisant l'outil probablement le plus utilisé en biologie moléculaire végétale, ainsi qu'indiqué par les plus de 6000 citations dans la littérature scientifique.
Sources
1. 1 2  Cambia Organization Website: biography of Richard A. Jefferson
2. ↑  GUS fusions: beta-glucuronidase as a sensitive and versatile gene fusion marker, in higher plants. R.A. Jefferson, T. A. Kavanagh, and M. W. Bevan EMBO J. 1987 December 20; 6(13): 3901–3907.